# The Perfect Specimen
The Perfect Specimen is een Amerikaanse filmkomedie uit 1937 onder regie van Michael Curtiz. In Nederland werd de film destijds uitgebracht onder de titel 'n Prachtexemplaar van een man.

## Verhaal
Gerald Wicks wordt door zijn grootmoeder onder een stolp opgevoed. Op een dag leert hij de levenslustige Mona Carter kennen. Ze krijgen samen een hartstochtelijke verhouding.

## Rolverdeling
| Acteur                | Personage              |
| --------------------- | ---------------------- |
| Errol Flynn           | Gerald Beresford Wicks |
| Joan Blondell         | Mona Carter            |
| Hugh Herbert          | Killigrew Shaw         |
| Edward Everett Horton | Mijnheer Grattan       |
| Dick Foran            | Jink Carter            |
| Beverly Roberts       | Alicia Brackett        |
| May Robson            | Leona Wicks            |
| Allen Jenkins         | Pinky Cassidy          |
| Dennie Moore          | Clarabelle             |
| Hugh O'Connell        | Receptionist           |
| James Burke           | Bill Snodgrass         |
| Granville Bates       | Hooker                 |
| Harry Davenport       | Carl Carter            |
| Tim Henning           | Briggs                 |